# Dave Allen (musicien)
Pour les articles homonymes, voir Dave Allen et Allen.
Dave Allen est un musicien britannique né à Kendal (Westmorland, Angleterre) le 23 décembre 1955 et mort le 5 avril 2025. 

## Biographie
Dave Allen est le bassiste original du groupe post-punk Gang of Four. Allen a joué de la basse sur les deux premiers albums du groupe, Entertainment! et Solid Gold, avant de le quitter pour former Shriekback en 1981.
Il fonde subséquemment « World Domination Recordings » et est membre de deux groupes faisant partie de ce label, The Elastic Purejoy et Low Pop Suicide. Il rejoint Gang of Four en 2004 et s'occupe ensuite du label indépendant Pampelmoose.
Comme bassiste, Dave Allen est une des influences principales de Michael « Flea » Balzary du groupe Red Hot Chili Peppers.